# クィントゥス・ファビウス・マクシムス・エブルヌス
クィントゥス・ファビウス・マクシムス・エブルヌス（ラテン語: Quintus Fabius Maximus Eburnus、生没年不明）は、紀元前2世紀後期の共和政ローマの政務官。紀元前116年に執政官（コンスル）を務めた。

## 出自
ローマのパトリキ（貴族）の中でも最も著名で影響力のある氏族の一つであるファビウス氏族の出身。後の資料ではファビウス氏の先祖はヘーラクレースとニュンペーであるとされている。もともとの氏族名はフォウィウス、ファウィウスまたはフォディウスであり、ファビウス氏族によって栽培が始められたソラマメ（faba）に由来するといわれる。さらに面白い説では、ラテン語で「穴」という意味の「fovea」を起源とし、これはファビウス氏族が狼を捕らえるために穴を掘っていたためとされる。但し、T. Wisemanはこの説を「面白いが事実ではないだろう」としている。
エブルヌスは紀元前140年の執政官クィントゥス・ファビウス・マクシムス・セルウィリアヌスの息子である。セルウィリアヌスは紀元前169年の執政官グナエウス・セルウィリウス・カエピオの長男で、第二次ポエニ戦争の英雄クィントゥス・ファビウス・マクシムス・ウェッルコスス・クンクタートルの孫に養子に入った。エブルヌスと紀元前121年の執政官クィントゥス・ファビウス・マクシムス・アッロブロギクスは義理の従兄弟関係にある。
なお、アグノーメン（愛称）であるエブルヌスは、4世紀の歴史家フェストゥスと1世紀の修辞学者クインティリアヌスの記録に現れるのみである。

## 経歴
エブルヌスはマルクス・カエキリウス・メテッルスと共に、造幣官として政治の道を歩み始めたと思われる。エブルヌスが鋳造したコインは、紀元前2世紀末のヒスパニア属州のそれと似た外観である。エブルヌスが造幣官を務めたのは、紀元前134年から紀元前124年までと思われる
紀元前132年、執政官プブリウス・ルピリウスはシキリア属州での奴隷反乱鎮圧に出征するが、ウァレリウス・マクシムスは、ルピリウスの義理の息子であるクイントゥス・ファビウスが、「過失によってタウロメニウスの要塞を失った」ため、属州を離れることを余儀なくされたと記している。この人物がエブルヌス（またはアッロブロギクス）だと思われる。このときの軍における役職は不明ではあるが、おそらくはクアエストル（財務官）であろう。
シキリアでの失敗はエブルヌスの評判を傷つけたようで、ようやく紀元前119年になってプラエトル（法務官）に就任した。このときガイウス・パピリウス・カルボ（紀元前120年執政官）がルキウス・リキニウス・クラッススに訴えられ、エブルヌスがこの裁判を担当している。
紀元前116年、エブルヌスは執政官に就任する。この選挙結果には皆驚いた。元老院第一人者となっていたマルクス・アエミリウス・スカウルスに勝利したからである。同僚のプレブス（平民）執政官はガイウス・リキニウス・ゲタであった。執政官任期中の出来事に関しては殆ど知られていない。
紀元前108年、エブルヌスは政治歴の頂点と言えるケンソルに就任する。同僚はまたもゲタであった。このとき、エブルヌスは家長権（patria potestas）をもって息子を処刑したことが知られている。この件に関連して、エブルヌスは紀元前104年にポンペイウスという人物から訴追されている。この裁判の詳細は不明であるが、ヌケリアに亡命してそこで余生を送ったとの資料もある。このポンペイウスは、グナエウス・ポンペイウス・ストラボであると考える学者もいる。

## 参考資料

### 古代の資料
- ウァレリウス・マクシムス『有名言行録』
- オロシウス『異教徒に反論する歴史』
- プルタルコス『対比列伝』
- マルクス・トゥッリウス・キケロ『弁論家について』
- マルクス・トゥッリウス・キケロ『ムレナ弁護』
- マルクス・トゥッリウス・キケロ『バルブス弁護』

### 研究書
- Broughton R. Magistrates of the Roman Republic. - New York, 1951. - Vol. I. - P. 600.
- Münzer F. Fabius 111 // Paulys Realencyclopädie der classischen Altertumswissenschaft . - 1909. - Bd. VI, 2. - S. 1796-1798.
- Münzer F. Fabius 115 // Paulys Realencyclopädie der classischen Altertumswissenschaft . - 1909. - Bd. VI, 2. - S. 1811-1814.
- Münzer F. Servilii Caepiones // Paulys Realencyclopädie der classischen Altertumswissenschaft . - 1923. - Bd. II A, 2. - S. 1775-1780.
- Syme R. The Augustan aristocracy. Oxford, 1986.
- Wiseman T. "Legendary Genealogies in Late-Republican Rome" // G & R. - 1974. - Vol. 21, No. 2 . - P. 153-164.
- Rowland Jr. Robert J. (1968). “The Date of Pompeius Strabo's Quaestorship”. Classical Philology (The University of Chicago Press) 63 (3):  213-214. JSTOR 268644.